# Nolwenn Leroy
Nolwenn Leroy (Saint-Renan, Finisterre, Francia, 28 de septiembre de 1982), de nombre real Nolwenn Le Magueresse es una música, cantante y compositora francesa.
Desde 2003, ha lanzado 8 álbumes de estudio y ha tenido 2 sencillos número uno («Cassé» y «Nolwenn Ohwo!»). 
Leroy es una de las cantantes más vendidas de Francia en la actualidad, y desde 2012 tiene su estatua de cera en el Museo Grévin en París.

## Biografía

### Comienzos
Nolwennn Leroy es originaria de la región francesa de la Bretaña, y es hija del antiguo futbolista profesional Jean-Luc Le Magueresse, y de Muriel Leroy. Se crio en la Bretaña, en Isla de Francia y en Norte-Paso de Calais, siguiendo siempre las mudanzas de la familia. A la edad de 11 años, tras el divorcio de sus padres, vivió con su madre y su hermana Kay en Saint-Yorre (Allier). Se escolarizó en el colegio de la Celestina de Vichy, y aprende a tocar el violín (también domina el piano y el arpa).
En julio de 1998 se mudó durante un año a Cincinnati (estado de Ohio, EE. UU.), gracias a un programa de intercambio internacional del Rotary Club que le permite mejorar sus conocimientos de inglés. Tras su vuelta a Francia decide tomar cursos de canto lírico en el conservatorio de Vichy.
En 2001 se da de alta en la facultad de Clermont-Ferrand, en derecho angloamericano con vistas a hacer una carrera profesional diplomática en la ONU o en una ONG.

### Trayectoria

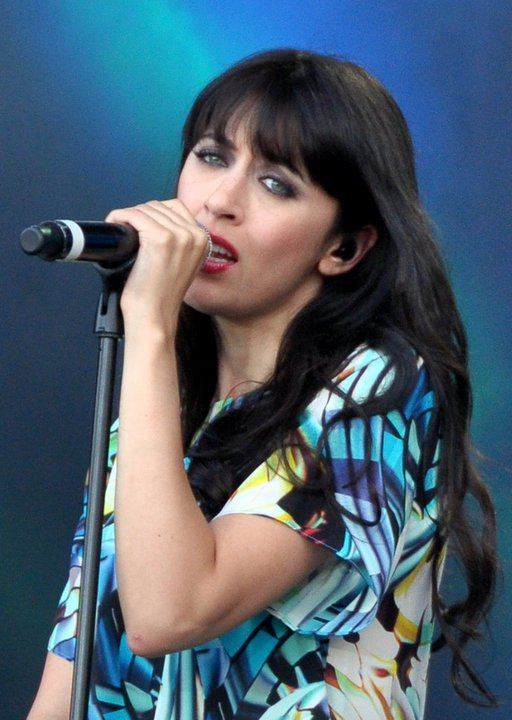
Nolwenn Leroy en un concierto benéfico para SOS Racismo, el 14 de julio de 2011.

Al ver el programa televisivo Star Academy quedó fascinada por el profesor de canto Armande Altaï, y decide inscribirse en sus clases de canto, que visitó durante 6 meses en París. Fue seleccionada para participar en el programa Star Academy 2, que terminó ganando el 21 de diciembre de 2002, frente a la otra finalista, Houcine. Esta experiencia le ofreció la posibilidad de trabajar con artistas consolidados como Lionel Ritchie, Roch Voisine, Lara Fabian, Isabelle Boulay, Vanessa Carlton, Laura Pausini, Umberto Tozzi, Calogero, De Palmas, Bruel o Fiori, entre otros. Tres meses más tarde participó en el Eurobest, donde terminó en segunda posición.
El 4 de marzo de 2003 lanzó su primer álbum, Nolwenn, con la participación, entre otros, de Pascal Obispo, Lara Fabian, Laurent Voulzy, Lionel Florence y Daniel Lavoie. El álbum se posicionó en el primer puesto con más de 600.000 copias, gracias principalmente al sencillo Cassé (que fue el sencillo más vendido), Une femme cachée, Suivre une étoile y Inévitablement. En 2004 consigue el galardón NRJ Music Awards a la revelación francófona, comenzando un gira en Francia, Bélgica y Suiza, que terminó en el Forest National de Bélgica.
Su segundo álbum, Histoires Naturelles, realizado por Laurent Voulzy y Franck Eulry, salió el 5 de diciembre de 2005 y alcanzó el tercer puesto en ventas. Recibió un disco de platino con más de 400.000 copias El primer extracto, Nolwenn Ohwo !, firmado por Alain Souchon/Laurent Voulzy alcanzó directamente el número 1 de ventas. Por primera vez, fue ella quien creó la mitad de los textos de las canciones del álbum (incluyendo el sencillo Mon ange) y creó un universo entre la metafísica, el esoterismo y el ensueño. Después de una gira de 4 meses en los teatros y Zéniths de Francia y Bélgica, incluyendo el Olympia, publicando su primer trabajo en directo el 27 de octubre de 2007, Histoires Naturelles Tour, por el que recibió un DVD de oro y un disco de plata.
El 7 de diciembre de 2009 salió al mercado su tercer álbum, Le Cheshire Cat et moi, en el que supervisa la realización junto al cantante feroés Teitur Lassen. Precedido por el sencillo Faut-il, faut-il pas ?, el álbum fue el más personal e íntimo y consiguió un disco de oro (50.000 copias). La gira comenzó el 12 de marzo de 2010 en Lieja, incluyendo la sala parisina La Cigale.
Su cuarto álbum, Bretonne apareció el 6 de diciembre de 2010, y está compuesto por canciones en bretón, francés, inglés y gaélico irlandés y producido en Londres por Jon Kelly. El álbum, el segundo en ventas del año 2011, se mantuvo durante ocho semanas en el primer puesto de las listas francesas, galardonado con un doble disco de diamantes por las más de 1.000.000 copias vendidas, que le sirvió para conseguir el premio de 2012 de NRJ Music Awards por el álbum fracófono más vendido del año. El álbum también tuvo gran aceptación en Bélgica, consiguiendo un disco de platino. El 28 de noviembre de 2011 el álbum se reeditó con 7 canciones inéditas y con una versión de Moonlight Shadow del británico Mike Oldfield. Una nueva versión del álbum salió el 20 de enero de 2012 en Alemania, alcanzando el puesto 13, y en los Estados Unidos en primavera de la mano del sello Decca. La gira posterior comenzó en junio de 2011 en toda Francia, así como en Bélgica y Suiza, pasando por grandes festivales (Francofolies), los teatros Zéniths (entre ellos el Zénith de París).
El álbum siguiente con canciones originales está previsto que salga en 2012.

## Discografía

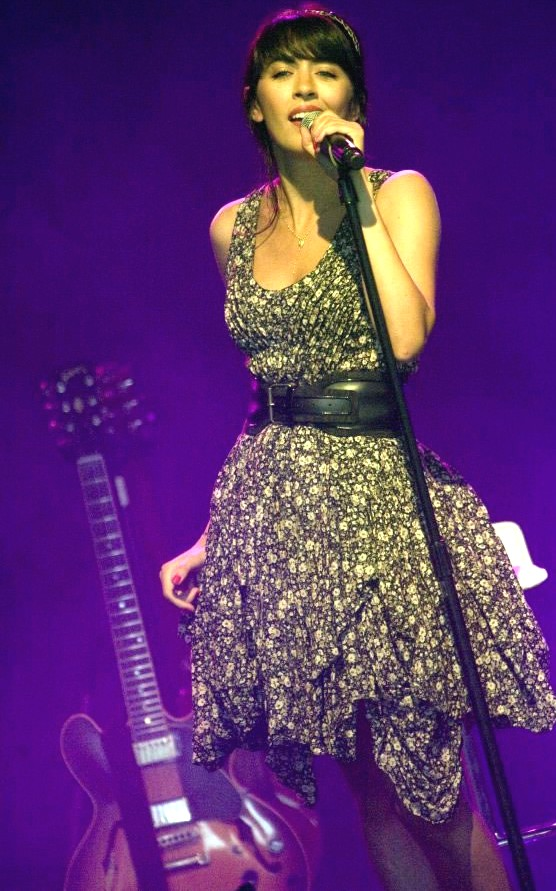
Nolwenn Leroy en los Francofolies de Spa en 2010.

### Álbumes de estudio
| Año                                                                         | Álbum                                    | Posiciones máximas | Posiciones máximas | Posiciones máximas | Posiciones máximas | Posiciones máximas | Posiciones máximas | Posiciones máximas | Posiciones máximas |
| Año                                                                         | Álbum                                    | [ 18 ]             | [ 19 ]             | [ 20 ]             | [ 21 ]             | (Fr)               | (World)            | [ 24 ]             | (Int)              |
| --------------------------------------------------------------------------- | ---------------------------------------- | ------------------ | ------------------ | ------------------ | ------------------ | ------------------ | ------------------ | ------------------ | ------------------ |
| 2003                                                                        | Nolwenn                                  | 1                  | 1                  | 2                  | —                  | —                  | —                  | —                  | —                  |
| 2005                                                                        | Histoires Naturelles                     | 3                  | 7                  | 44                 | —                  | —                  | —                  | —                  | —                  |
| 2009                                                                        | Le Cheshire Cat et moi                   | 26                 | 32                 | —                  | —                  | —                  | —                  | —                  | —                  |
| 2010                                                                        | Bretonne (título en los EE.UU : Nolwenn) | 1                  | 1                  | 20                 | 13                 | 9                  | 10                 | 34                 | 9                  |
| 2012                                                                        | Ô Filles de l'eau                        | 5                  | 5                  | 35                 | 60                 | —                  | —                  | —                  | —                  |
| 2017                                                                        | Gemme                                    | 3                  | 3                  | 15                 | —                  | —                  | —                  | —                  | —                  |
| «—» indica que el álbum no fue lanzado o no se posicionó en ese territorio. |                                          |                    |                    |                    |                    |                    |                    |                    |                    |

### Álbumes en directo
| 2007                                                                        | Histoires Naturelles Tour | 25 | 21 | — |
| 2014                                                                        | Ô Tour de l'eau           | 26 | 36 | — |
| «—» indica que el álbum no fue lanzado o no se posicionó en ese territorio. |                           |    |    |   |

### Sencillos
| Año                                    | Sencillo                     | Posiciones máximas | Posiciones máximas | Posiciones máximas | Álbum                     |
| Año                                    | Sencillo                     | [ 18 ]             | [ 19 ]             | [ 20 ]             | Álbum                     |
| -------------------------------------- | ---------------------------- | ------------------ | ------------------ | ------------------ | ------------------------- |
| 2003                                   | «Cassé»                      | 1                  | 1                  | 4                  | Nolwenn                   |
| 2003                                   | «Une femme cachée»           | 40                 | 23                 | 78                 | Nolwenn                   |
| 2003                                   | «Suivre une Étoile»          | 12                 | 24                 | 44                 | Nolwenn                   |
| 2004                                   | «Inévitablement»             | 31                 | 26                 | —                  | Nolwenn                   |
| 2006                                   | «Nolwenn Ohwo !»             | 1                  | 3                  | 29                 | Histoires Naturelles      |
| 2006                                   | «Histoire Naturelle»         | 30                 | 39                 | —                  | Histoires Naturelles      |
| 2006                                   | «Mon Ange»                   | 14*                | 6*                 | —                  | Histoires Naturelles      |
| 2007                                   | «J'aimais tant l'aimer»      | —                  | —                  | —                  | Histoires Naturelles      |
| 2007                                   | «Reste encore                | —                  | —                  | —                  | Histoires Naturelles      |
| 2009                                   | «Faut-il, faut-il pas ?»     | —                  | 6*                 | —                  | Le Cheshire Cat et moi    |
| 2010                                   | «Textile Schizophrénie»      | —                  | —                  | —                  | Le Cheshire Cat et moi    |
| 2010                                   | «Suite sudarmoricaine»       | —                  | 19*                | —                  | Bretonne                  |
| 2010                                   | «Mná na h-Éireann»           | —                  | 25*                | —                  | Bretonne                  |
| 2010                                   | «La Jument de Michao»        | 36                 | 13                 | —                  | Bretonne                  |
| 2011                                   | «Tri Martolod»               | 51                 | 29                 | —                  | Bretonne                  |
| 2011                                   | «Brest»                      | —                  | 42                 | —                  | Bretonne                  |
| 2011                                   | «Moonlight Shadow»           | 48                 | 32                 | —                  | Bretonne (Deluxe edition) |
| 2012                                   | «Juste pour me souvenir»     | 43                 | 13                 | —                  | Ô Filles de l'eau         |
| 2013                                   | «Sixième continent»          | —                  | 11*                | —                  | Ô Filles de l'eau         |
| 2013                                   | «J'ai volé le lit de la mer» | —                  | 4*                 | —                  | Ô Filles de l'eau         |
| 2014                                   | «Ophélia» (Live)             | —                  | 12*                | —                  | Ô Tour de l'eau           |
| 2017                                   | «Gemme»                      | 28                 | 7*                 | —                  | Gemme                     |
| 2017                                   | «Trace ton chemin»           | —                  | 4*                 | —                  | Gemme                     |
| * Descargas francés y Ultratip Bélgica |                              |                    |                    |                    |                           |

### Vídeos musicales
| Año  | Canción                               |
| ---- | ------------------------------------- |
| 2003 | Cassé                                 |
| 2003 | Une femme cachée                      |
| 2003 | Suivre une étoile                     |
| 2004 | Inévitablement                        |
| 2004 | Le dernier mot (únicamente en Canadá) |
| 2005 | Nolwenn Ohwo !                        |
| 2006 | Histoire Naturelle                    |
| 2006 | Mon Ange                              |
| 2009 | Faut-il, faut-il pas ?                |
| 2010 | Mná na h-Éireann (Women of Ireland)   |
| 2010 | La Jument de Michao                   |
| 2011 | Tri Martolod                          |
| 2012 | Juste pour me souvenir                |
| 2013 | Sixième continent                     |
| 2017 | Gemme                                 |
| 2021 | Brésil, Finistère                     |

### Partituras
- 2007 : Songbook Histoires Naturelles (edición con subtítulos)

### Bandas sonoras
- 2014 : Le Chant de la Mer / Song of the Sea (La canción del mar)

## Filmografía (doblaje)
| Año  | Título original       | Título en España            | Título en Francia  | Personaje   | Director     |
| ---- | --------------------- | --------------------------- | ------------------ | ----------- | ------------ |
| 2012 | Rise of the Guardians | El origen de los guardianes | Les Cinq Légendes  | Tooth Fairy | Peter Ramsey |
| 2014 | Song of the Sea       | La canción del mar          | Le Chant de la Mer | Bronagh     | Tomm Moore   |

## Equitación
- 2011 : 50° Gala de l'Union des Artistes (con Alexis Gruss)[26]

## Galardones
- Star Academy 2:
  - Ganador de la edición (2002)
- NRJ Music Awards:
  - Revelación francófona (2004)
  - Álbum francófono más vendido del año (2012)
- Estrellas Chérie FM:
  - Estrella de la Sensibilidad (2006)
  - Estrella Chérie FM (2006)
  - Canción el año por «Mon ange» (2007)
  - Estrella femenina del año (2007)
- France Bleu:
  - Trofeo a los jóvenes talentos (2007)
- Grand Prix du Disque du Télégramme: 
  - Disco de 2010 por el álbum Bretonne (2010)
- Le Télégramme:
  - Bretón del año (2011)
- Planète Musique:
  - Planète Musique mag d'or (2011)[27]
- RTL, Le Parisien: 
  - Personalidad del año (2011)